# Tata Nano
A Tata Nano egy miniautó, amelyet az indiai Tata Motors gyártott 2008-tól 2018-ig. Az autó tervezésénél az volt a fő szempont, hogy minél olcsóbb, így a legkevésbé tehetős rétegek számára is elérhető legyen, ezért a jármű jóval szerényebben felszerelt a mai autók többségéhez képest. Az értékesítés megkezdésekor a Nano lett a világ legolcsóbb új autója, 100 ezer indiai rúpiába került, amely átszámítva az akkori árfolyam szerint alig volt több mint 480 ezer forint.

## Története
Miután 2005-ben sikeresen beindította a Tata Ace nevű, olcsón megvásárolható kisteherautó gyártását, a Tata Motors megkezdte egy olcsó személyautó megtervezését, mellyel főleg azokat az embereket szerette volna megcélozni, akik eddig csak motorkerékpárt engedhettek meg maguknak. Az autó mérete miatt a Nano nevet kapta. Várható vételárát a gyár minden lehetséges eszközzel igyekezett csökkenteni: a lehető legkevesebb mennyiségű acélt használta fel a karosszériához és csak a legszükségesebb felszerelések kaptak helyet a kocsiban, az összeszerelést pedig olcsón dolgozó belföldi munkások végezték. A Nanóba apró, 624 cm³-es, kéthengeres motor került.
A Nano bemutatásakor világszerte nagy hírnevet kapott rendkívül alacsony ára miatt.

### Tüntetések a tervezett gyár ellen
2006-ban a Tata Motors bejelentette, hogy egy kis nyugat-bengáli településen, Szingurban épül majd fel az üzem, melyben a Nanókat előállítják. Az indiai állam által kijelölt terület azonban nagy területeket foglalt volna el a helyiek termőföldjeiből, ami heves tiltakozásokhoz és tüntetésekhez vezetett, hiszen a legtöbben földművelésből élnek, így komolyan veszélyeztette volna megélhetésüket a gyár felépítése. A Tata Motors végül kénytelen volt egy másik államban, Gudzsarátban létrehozni új üzemét, ami miatt csúszott a sorozatgyártás beindítása. Az első Tata Nano 2008-ban gördült le a gyártósorról.

### Piaci elvárások és eredmények
Egyre inkább úgy tűnik, hogy a tervezés és a gyártási előkészületek során megfogalmazódott elvárásokat képtelen lesz megvalósítani a Nano. Egy 2008-as tanulmány például azt várta az új miniautótól, hogy az majd 65%-kal fellendíti az autóeladásokat Indiában, de ettől jelenleg igencsak messze van a Nano. A legtöbb példány eddig 2011 és 2012 között fogyott, ekkor 74 527 darab talált gazdára, egy évvel később az eladások száma azonban mindössze 53 848 volt. A Tata Motors ennek ellenére is körülbelül 250 ezer Nanót gyárt évente, számítva az eladások fellendülésére.
A kocsi bemutatása ennek ellenére valóban hatással volt az indiai autópiacra, 2009-es bemutatásakor ugyanis a használt autók ára átlagosan 25-30%-kal csökkent, hogy versenyt tudjon tartani az olcsó új modellel. A miniautó első számú riválisának, a Maruti 800-nak az eladásai 20%-kal visszaestek rögtön a Nano piacra kerülése után. Azt egyelőre nem tudni, hogy a jövőben mennyire lesz hatással a piacra és a többi autó árára a Nano, de 2012 júliusában a Tata Motors azóta már visszavonult elnöke, Ratan Tata azt mondta, hogy az autóban hatalmas lehetőségek rejlenek a fejlődő országok piacait tekintve, de ezeket sajnos egyelőre nem sikerült kiaknázni néhány kezdeti probléma miatt.

### A gyártás leállítása
2018. július 15-én a Tata Motors beszüntette a világ legolcsóbb autójának gyártását, és ennek oka leginkább a túlzott árnövekedés és a teljesen beesett érdeklődésben keresendő. Egyelőre úgy néz ki, hogy a világ legolcsóbb új autója várhatóan utód nélkül távozik majd a piacról. Ebben tehát az árnövekedés is döntő szerepet játszik hiszen a jelenlegi árfolyamon már több mint 247 ezer rúpiánál kezdődik a mostani árlistája, azaz pár ezerrel egymillió forint fölött kell érte fizetni minimum, persze van pár extrafelszereltség is, de szerencsére a legmagasabb ára sem éri el a másfél millió forintot.
Az autó jövője így már reménytelenné válhat 2019-re, ha továbbra is gyártásban marad. Bemutatkozásától kezdve egészen 2015 végéig csaknem 3 120 000 darabot vásároltak belőle, azaz minden hónapban közel 20 000 darabot gyártottak havonta. 2016-ra ez megváltozott: tavaly júliusban ugyanis csak 276 darab készült, idén júniusban pedig már csak 1 példánnyal nőtt meg a darabszám. A további sikertelenség megelőzésére a Tata úgy döntött, hogy korszerűsíteni fogja az autót, ez azonban további árnövekedéshez vezetett. Így ára 2018-ra már 3,2 millió forintra nőtt, és ez már tényleg reménytelenségnek tűnt. Végül 2018. július 15-én végleg befejeződött a Tata Nano gyártása.

## Vételár

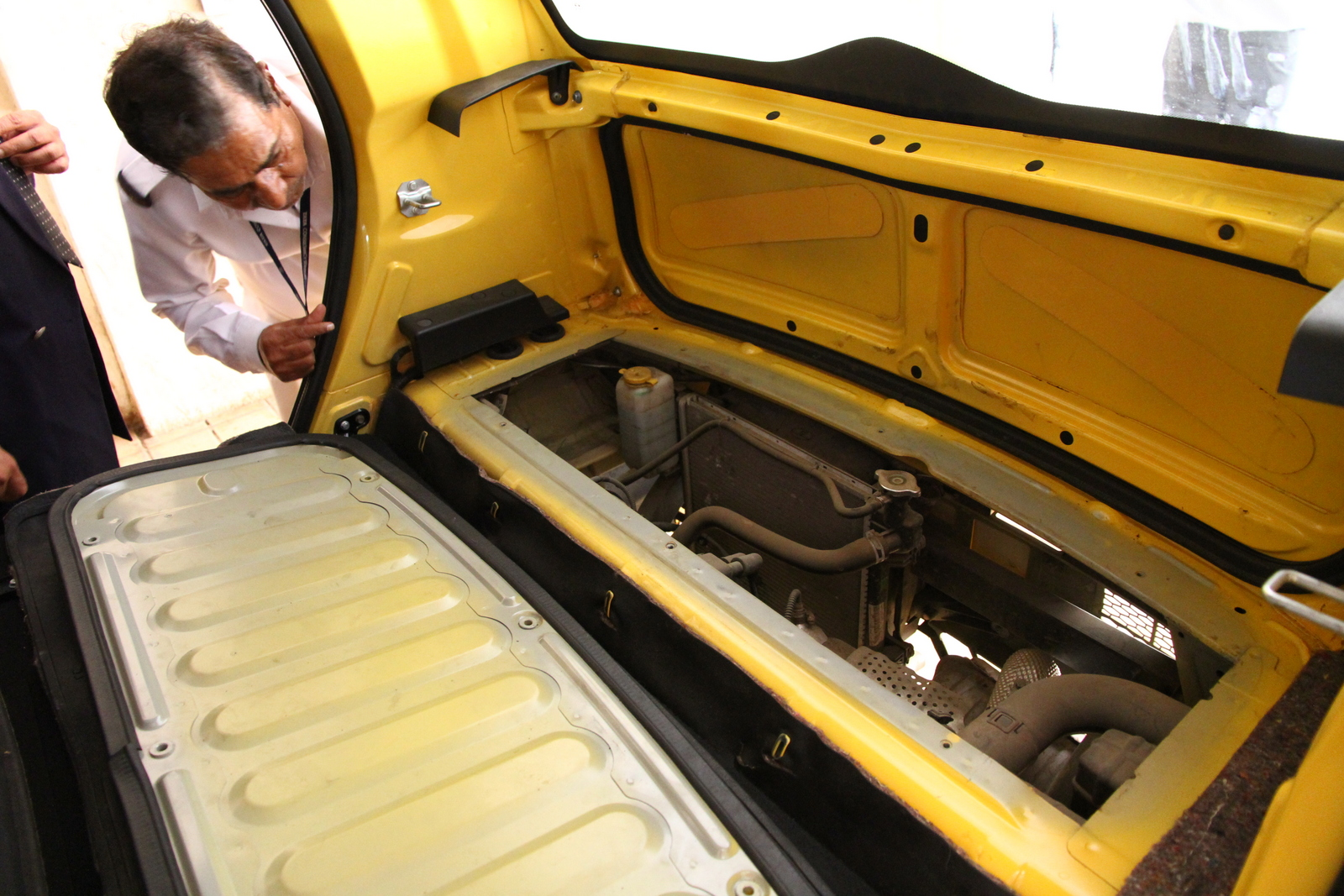
A Tata Nano csak belülről hozzáférhető motortere

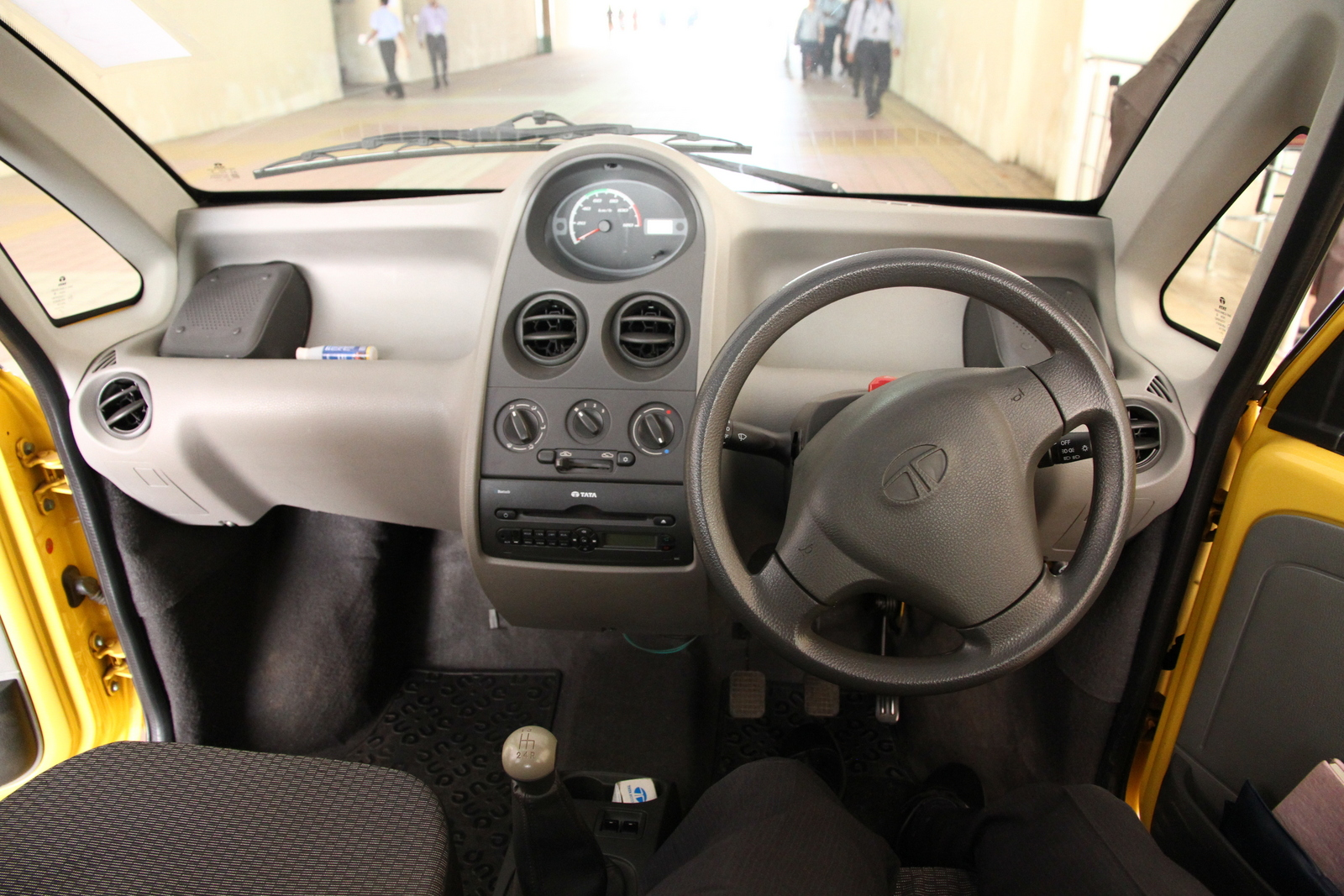
A végtelenül egyszerű műszerfal – itt CD-s rádióval

A Tata Nanót a világ legolcsóbb autójaként mutatta be a Tata Motors. A 100 ezer rúpiás ár (az akkori árfolyam szerint körülbelül 480 ezer forint) valóban rendkívül kedvező volt. Azonban csak a leggyorsabb vásárlók kaphattak ennyiért Nanót, az ár hamar emelkedésbe kezdett, és 2012-ben az alapmodell ára már 150 ezer indiai rúpia volt, mely akkoriban átszámítva több mint 640 ezer forintot jelentett. A gyár az anyagárak növekedését hibáztatta a kocsi árának gyors emelkedéséért.
Ennek ellenére még mindig jóval olcsóbb volt, mint például a klasszikus népautó, a Volkswagen Bogár, melyből 1990-ben, egy Mexikóban gyártott darab valamivel kevesebb mint 2,1 millió forintba került újonnan. Az első megfizethető autónak szánt Ford T-modell ára pedig a mai világban 4,8 millió forintnak felelne meg.

### Költségkímélő megoldások
A Tata Nanón több tervezési érdekesség is megfigyelhető, melyek mind az olcsóságot szolgálják.
- A Nano motortere csak belülről hozzáférhető, a karosszérián nincs nyitható motorháztető.[17]
- Mindössze egy ablaktörlőlapátja van a megszokott kettő helyett (bár ez olyan neves autógyártók egyes modelljein is megfigyelhető, mint a Mercedes-Benz vagy a Citroën).
- Nincs szervokormány, de az autó csekély súlya miatt nem is szükséges.
- A kerekek mindössze három csavarral vannak rögzítve a megszokott négy helyett (ez sem egyedi megoldás, a Smart esetében is megfigyelhető).[18]
- Az alapmodelleken mindössze egy külső visszapillantó tükör található és a magasabb felszereltségűeken is csak 2012-ben jelent meg az utasoldali tükör.
- A rádió vagy CD-lejátszó extraként rendelhető a kocsihoz.
- Egyik változatban sem található légzsák.
- A 624 cm³-es motor mindössze kéthengeres.
- Az alapmodellben nincs klíma (bár ez sok európai és amerikai modellre is igaz).
- A vezetőülés ugyanolyan egyszerű, beépített fejtámlás, mint az anyósülés.
- Teljes értékű pótkerék helyett csak egy kisebb mankókerék jár a kocsihoz.
- A karosszérián nem található üzemanyagtöltő fedél vagy tanksapka, a benzinbetöltő nyílás az elöl lévő csomagtartóban található.
- Elektromos első ablakok csak a legmagasabb felszereltségű változathoz járnak. Az ablak le- és felhúzó gombjai az ajtókárpit helyett a középkonzolra kerülnek.

## Fogadtatás
A Nano felemás fogadtatásban részesült az indiai vásárlóközönség részéről. Ennek egyik oka, hogy kedvező ára ellenére képtelen volt felvenni a versenyt a kevésbé tehetősebb indiaiak által közkedvelt motorkerékpárok árával. A jobb anyagi körülmények között élők pedig továbbra is szívesebben válogatnak a használt autó piacról, mivel egy jobb nevű modellnek használtan is nagyobb a presztízse, mint a világ legolcsóbb autójának szánt Nanónak újonnan. A kocsi jó hírét mindemellett a tűzesetek és egyéb biztonsági aggályok is rontották.

### Biztonság
2014-ben a Tata Motors alávetette a Nanót a német autóklub, az ADAC világhírű NCAP programjának. Egyes hírek szerint az indiai gyár elöljárói legalább négy csillagot vártak a törésteszttől, a Nano végül azonban egyetlen csillagot sem kapott.

### Tűzesetek
Több olyan esetet is jelentettek, amikor Tata Nanók maguktól kigyulladtak az úton. A Tata Motors állítása szerint a tüzeket az okozta, hogy egy a helyéről elmozduló elektromos alkatrész hozzáért a kipufogóhoz és ezzel rövidzárlatot okozott, azt azonban tagadta, hogy olyan tervezési hibáról lenne szó, mely miatt a jelenség gyakorivá válhat. A Tata nem rendelt el tömeges visszahívásokat, de a márkaszervizek kérés esetén elhárították az esetleges tűzveszélyt új alkatrészek beszerelésével. A cég emellett 18 hónapról négy évre emelte minden Nano garanciáját, így a már eladottakét is, hogy így próbálja meg visszaszerezni a vásárlói bizalmat.

### Tervezett európai és amerikai export

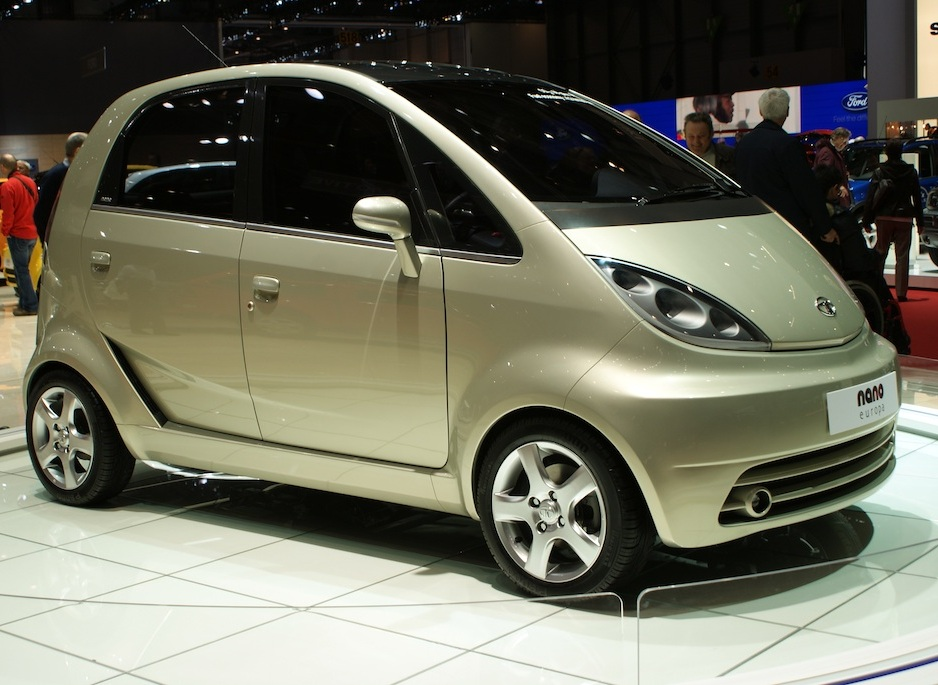
A Nano Europa

A Tata Motors már a kezdetektől fogva úgy tervezte, hogy olcsó autóját a külföldi piacokon is árulni fogja. 2009-ben a genfi autószalonon be is mutattak egy Tata Nano Europa nevű modellt, mely az Európába szánt változat prototípusa volt. Ezen a legszembetűnőbb változás az volt, hogy a Pininfarina kissé modernebbé tette a karosszériáját. Az export költségeinek és az európai piac előírásai miatt eszközölendő változtatásoknak köszönhetően az autó ára itt valamivel magasabb lett volna, mint Indiában. Egyes hírek szerint az alapmodell körülbelül 1,5 millió forintba került volna, de a Nano Europa sorozatgyártása soha nem indult be. A Tata Motors azonban nem adta fel azon terveit, hogy egy olcsó kisautót készítsen az európai vásárlók számára, a legfrissebb tervek szerint 2014-ben mutatják majd be a Nanón alapuló Tata Pixelt, melynek gyártása Kelet-Európában folyhat majd.
A Tata az Amerikai Egyesült Államok piacára is szeretne betörni, de erre legközelebb már csak a Tata Nano 2015-re tervezett második generációjával lesz lehetősége, mivel az Egyesült Államok Vám- és Határőrsége (US Customs and Border Protection) 2009-ben 25 évre előremenően betiltotta az első generációs Nanók importálását azok elégtelen biztonsági felszerelései miatt.

## Műszaki adatok
| Motor:                     | 624 cm³-es kéthengeres, alumíniumblokkos Otto-motor, Bosch többpontos üzemanyag-befecskendező rendszerrel. |
| Motor:                     | A Bosch által gyártott Motronic motorvezérlőegység.                                                        |
| Motor:                     | Hengerenként két szelep.                                                                                   |
| Motor:                     | Sűrítési arány: 9,5:1                                                                                      |
| Motor:                     | Furat/löket arány: 73,5 mm/73,55 mm                                                                        |
| Motor:                     | Teljesítmény: 37 lóerő (28 kW) 5500-as (+/-500) fordulatszámon                                             |
| Motor:                     | Nyomaték: 51 Nm 3000-es (+/-500) fordulatszámon                                                            |
| Meghajtás és sebességváltó | Hátsókerék-meghajtás                                                                                       |
| Meghajtás és sebességváltó | Négysebességes manuális sebességváltó                                                                      |
| Kormányzás                 | Fogasléces kormánymű szervós rásegítés nélkül.                                                             |
| Kormányzás                 | Fordulókör: 4 m                                                                                            |
| Gyorsulás, fogyasztás      | Gyorsulás: 0-60 km/h: 8 mp                                                                                 |
| Gyorsulás, fogyasztás      | Végsebesség: 105 km/h                                                                                      |
| Gyorsulás, fogyasztás      | Fogyasztás: 4,24 l / 100 km                                                                                |
| Biztonság és méretek       | Biztonsági övek száma: 4                                                                                   |
| Biztonság és méretek       | Csomagtartó mérete: 105 l                                                                                  |
| Felfüggesztés és fékek     | Első fék: 180 mm-es dobfék                                                                                 |
| Felfüggesztés és fékek     | Hátsó fék: 180 mm-es dobfék                                                                                |
| Felfüggesztés és fékek     | Első nyomtáv: 1325 mm                                                                                      |
| Felfüggesztés és fékek     | Hátsó nyomtáv: 1315 mm                                                                                     |
| Felfüggesztés és fékek     | Hasmagasság: 180 mm                                                                                        |
| Felfüggesztés és fékek     | Első felfüggesztés: McPherson rugóstag                                                                     |
| Felfüggesztés és fékek     | Hátsó felfüggesztés: Független felfüggesztés, tekercsrugó                                                  |
| Felfüggesztés és fékek     | 12 colos kerekek                                                                                           |